# Observatorio Bosscha
El Observatorio Bosscha  está localizado en Lembang, Java Occidental, aproximadamente 15 kilómetros al norte de Bandung. Es el observatorio astronómico más antiguo de Indonesia. Se halla en una zona de montaña, sobre una parcela de seis hectáreas a 1310 m de altitud sobre el nivel del mar. El código UAI del Observatorio Bosscha es 299.

## Historia
Durante la primera reunión del Nederlandsch-Indische Sterrekundige Vereeniging (la Sociedad Astronómica de las Indias Holandesas) en la década de 1920, se acordó construir un observatorio astronómico en las Indias Orientales Neerlandesas. De todas las ubicaciones propuestas en el archipiélago de Indonesia, se seleccionó una plantación de té en Malabar, unos cuantos kilómetros al norte de Bandung, en Java Occidental. Estaba localizado en las colinas del lado del norte de la ciudad, con una vista completa del cielo y con un acceso cercano a Bandung, que se había planificado como nueva capital de la colonia holandesa, reemplazando a Batavia (actualmente Yakarta). El observatorio lleva el nombre del dueño de la plantación de té en la que se construyó el observatorio, Karel Albert Rudolf Bosscha, hijo del físico Johannes Bosscha. Bosscha fue un importante impulsor del desarrollo de la ciencia y la tecnología en las Indias Orientales Neerlandesas.
La construcción del observatorio empezó en 1923 y se completó en 1928, año desde el que se ha mantenido en servicio. La primera publicación internacional de Bosscha se editó en 1922. Durante la Segunda Guerra Mundial se interrumpió temporalmente el servicio, acometiéndose tras el fin de la guerra su reconstrucción. El 17 de octubre de 1951, el holandés-Indias la Sociedad Astronómica de las Indias Holandesas traspasó el observatorio al gobierno de Indonesia. En 1959 la operativa del observatorio se confió al Instituto Tecnológico de Bandung, convirtiéndose en parte integral de las labores de investigación y educación formal de la astronomía en Indonesia.
Desde 2004, el Observatorio Bosscha pasó a formar parte del patrimonio protegido de Indonesia, adquiriendo el estatus de Objeto Vital Nacional para su preservación en el año 2008.

## Instalaciones
Bosscha cuenta con cinco grandes telescopios:
1. Telescopio doble refractor Zeiss
Este telescopio es principalmente utilizado para observar estrellas binarias, realizar estudios fotométricos de estrellas binarias eclipsantes, tomar imágenes de cráteres lunares, observar los planetas (Marte, Saturno y Júpiter) y para obtener vistas de detalle de cometas y otros cuerpos. El telescopio tiene dos lentes de 60 centímetros de diámetro cada una, con una distancia focal de 10,7 metros.
2. Telescopio Schmidt  (denominado Bima Sakti)
Este telescopio se dedica al estudio de la estructura galáctica, espectros estelares, asteroides, supernovas, y para fotografiar cuerpos pesados. El diámetro de la lente principal es de 71 centímetros, las lentes correctoras bicóncava y convexa son de 50 centímetros, con una distancia focal de 2,5 metros. Está equipado con un prisma espectral con un ángulo primario de 6.10 grados para espectros estelares, un sensor en cuña y un sistema de filmación.
3. Telescopio refractor Bamberg
Este telescopio suele medir magnitudes estelares y distancias estelares. También realiza estudios fotométricos de estrellas eclipsantes y toma imágenes del Sol. Equipado con un fotómetro fotoeléctrico, su objetivo tiene una apertura de 37 centímetros y su distancia focal es de  7 m.
4. Telescopio Cassegrain GOTO
Fue un regalo del gobierno japonés, el primer telescopio del observatorio controlado por ordenador, capaz de localizar automáticamente objetos celestes a partir de una base de datos. El telescopio está equipado con un fotómetro y un espectrómetro-espectrógrafo.
5. Telescopio refractor Unitron
Este telescopio es utilizado para observar la Luna, eclipses lunares, eclipses solares y fotografiar manchas solares. El diámetro de su lente es de 10,2 cm y su distancia focal es de 150 cm.

## Directores
Los directores del Observatorio han sido:
1923 - 1940   : Dr. J. Voûte
1940 - 1942   : Dr. Aernout de Sitter
1942 - 1946   : Prof. Dr. Masashi Miyaji
1946 - 1949   : Prof. Dr. J. Hins
1949 - 1958   : Prof. Dr. Gale Bruno van Albada
1958 - 1959   : Prof. Dr. Ping Hok Ong and Santoso Nitisastro (temporary officers)
1959 - 1968   : Prof. Dr. The Pik Sin
1968 - 1999   : Prof. Dr. Bambang Hidayat
1999 - 2004   : Dr. Moedji Raharto
2004 - 2006   : Dr. Dhani Herdiwijaya
2006 - 2009   : Prof. Dr. Taufiq Hidayat
2009 - 2012   : Dr. Hakim L. Malasan
2012 -        : Dr. Mahasena Putra

## En la cultura popular
- El observatorio aparece en la novena temporada de la serie de televisión estadounidense La Carrera Asombrosa 23. El episodio que utilizó este emplazamiento de filmación fue nominado para el premio Emmy en varias categorías.